# Едвард Мур (веслувальник)
Едвард Мур (англ. Edward Moore, 20 жовтня 1897 — 9 лютого 1968) — американський академічний веслувальник.
Олімпійський чемпіон 1920 року в складі вісімки.